# Jiří Barhoň
Jiří Barhoň (* 1955 v Praze) je český katolický kněz působící v Plzni, humorista a spisovatel, autor sbírek humoristických povídek.

## Život
Kněžská studia začal poměrně pozdě, po třinácti letech strávených v různých zaměstnáních. Kněžské svěcení obdržel až v šestatřiceti letech v roce 1991. Hned po vysvěcení byl ustanoven kaplanem při arciděkanství v Plzni. Po zřízení plzeňské diecéze v roce 1993 byl administrátorem v Holýšově, kde také spravoval farnost Staňkov. V roce 1994 odešel do farnosti Dolní Bělá, kde byla pod jeho vedením v roce 1997 založena farní charita.. V letech 1999 až 2010 působil jako administrátor ve Městě Touškově. Nyní působí v plzeňské diecézi jako kaplan pro nemocné a zároveň jako duchovní charitních domů.
První literární a vypravěčské snahy projevoval již v kněžském semináři v Litoměřicích. Původně chodil bavit kamarády bohoslovce na marodku předčítáním povídek Šimka a Grossmanna. Když byl zdroj vyčerpán, přešel na tvorbu příběhů vlastních. Psaní zábavných povídek, pohádek a fejetonů se věnuje dodnes. Spolupracuje též s Českým rozhlasem, pro který píše příběhy a fejetony. Český rozhlas jej představil jako západočeského Fulghuma.

## Dílo
- Zlý farář přejel hodného psa - sbírka postřehů, humorných povídek a pohádek, ilustrovala Helena Filcíková. Kniha vyšla poprvé v nakladatelství Triton v roce 2003 (ISBN 80-7254-466-7), podruhé v Karmelitánském nakladatelství v roce 2007 (ISBN 978-80-7195-122-3)
- Pane faráři, já vás budu muset zabít! Karmelitánské nakladatelství, Kostelní Vydří 2007, ISBN 978-80-7192-993-2 - sbírka postřehů, humorných povídek a pohádek, ilustrovala Helena Filcíková.
- Všichni svatí s hašlerkou Karmelitánské nakladatelství, Kostelní Vydří 2009, ISBN 978-80-7195-355-5 - sbírka postřehů, humorných povídek a pohádek, ilustrovala Helena Filcíková